# Edsard Schlingemann

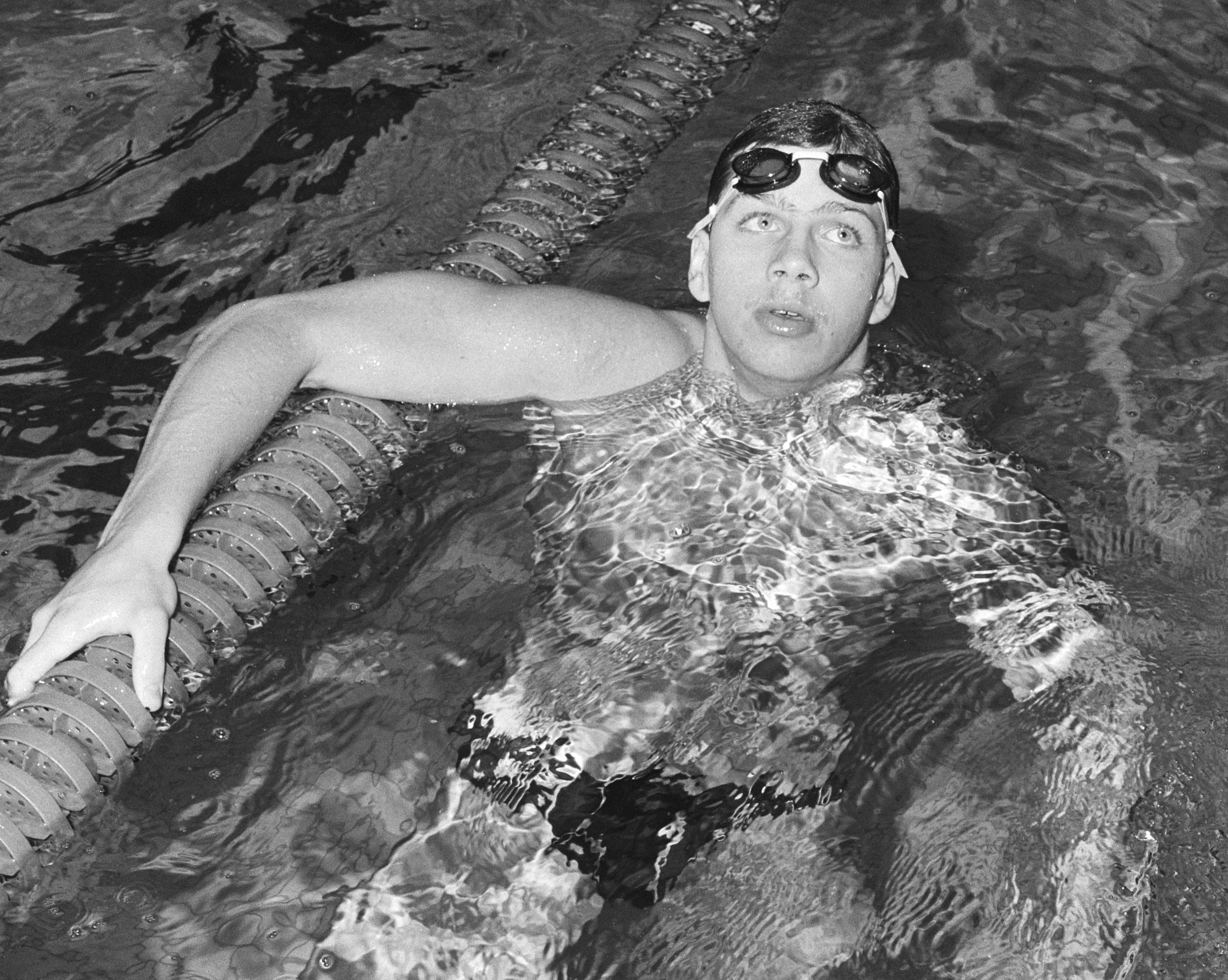
Edsard Schlingemann (1984)

Edsard Frederik Schlingemann (* 6. September 1966 in Kitwe, Sambia; † 8. Mai 1990 in Epe, Niederlande) war ein niederländischer Schwimmer. Er gewann eine Bronzemedaille bei Europameisterschaften.

## Sportliche Karriere
Edsard Schlingemann schwamm für den Amersfoortse Zwem en Polo Club.
Bei den Weltmeisterschaften 1982 in Guayaquil wurde die 4-mal-200-Meter-Freistilstaffel mit Hans Kroes, Edsard Schlingemann, Frank Drost und Kees Vervoorn Sechste.
1984 bei den Olympischen Spielen in Los Angeles nahm Schlingemann an vier Wettbewerben teil. Die 4-mal-200-Meter-Freistilstaffel mit Hans Kroes, Peter Drost, Edsard Schlingemann und Frank Drost erreichte den siebten Platz. Über 100 Meter Freistil wurde Schlingemann als Siebter des B-Finales 15. der Gesamtwertung. In der Reihenfolge Edsard Schlingemann, Peter Drost, Frank Drost und Hans Kroes schwamm die 4-mal-100-Meter-Freistilstaffel die elftschnellste Vorlaufzeit.
Im Jahr darauf erreichte Schlingemann bei den Europameisterschaften in Sofia zwei Endläufe. Die 4-mal-200-Meter-Freistilstaffel mit Edsard Schlingemann, Hans Kroes, Patrick Dybiona und Frank Drost erkämpfte die Bronzemedaille hinter den Staffeln aus der Bundesrepublik Deutschland und aus Schweden. Zum Abschluss belegte Schlingemann noch den sechsten Platz mit der 4-mal-100-Meter-Lagenstaffel.
1986 bei den Weltmeisterschaften in Barcelona belegten Hans Kroes, Edsard Schlingemann, Patrick Dybiona und Frank Drost den siebten Platz in der 4-mal-200-Meter-Freistilstaffel. In der 4-mal-100-Meter-Lagenstaffel wurden Edsard Schlingemann, Ron Dekker, Frank Drost und Patrick Dybiona ebenfalls Siebte. 1987 war Edsard Schlingemann bei der Universiade in Zagreb dabei. Mit beiden Freistilstaffeln erkämpfte Schlingemann mit etwa einer halben Sekunde Rückstand Silber hinter dem Quartett aus den Vereinigten Staaten.
Edsard Schlingemann starb im Alter von 23 Jahren bei einem Autounfall.